# Jean qui grogne et Jean qui rit
Jean qui grogne et Jean qui rit est un ouvrage de la comtesse de Ségur paru en 1865.

## Résumé
Jean (qui rit) et Jeannot (qui grogne) sont deux cousins. Ils quittent la Bretagne pour aller travailler à Paris.
Jean est d'un caractère agréable, heureux et compatissant et cela lui attire l'estime et la sympathie de tous. Jeannot, quant à lui, malgré les bons conseils de son cousin et l'aide de deux protecteurs (M. Kersac et M. Abel qui l'aident pour faire plaisir à Jean), devient une véritable canaille, ce qui l'isole progressivement.

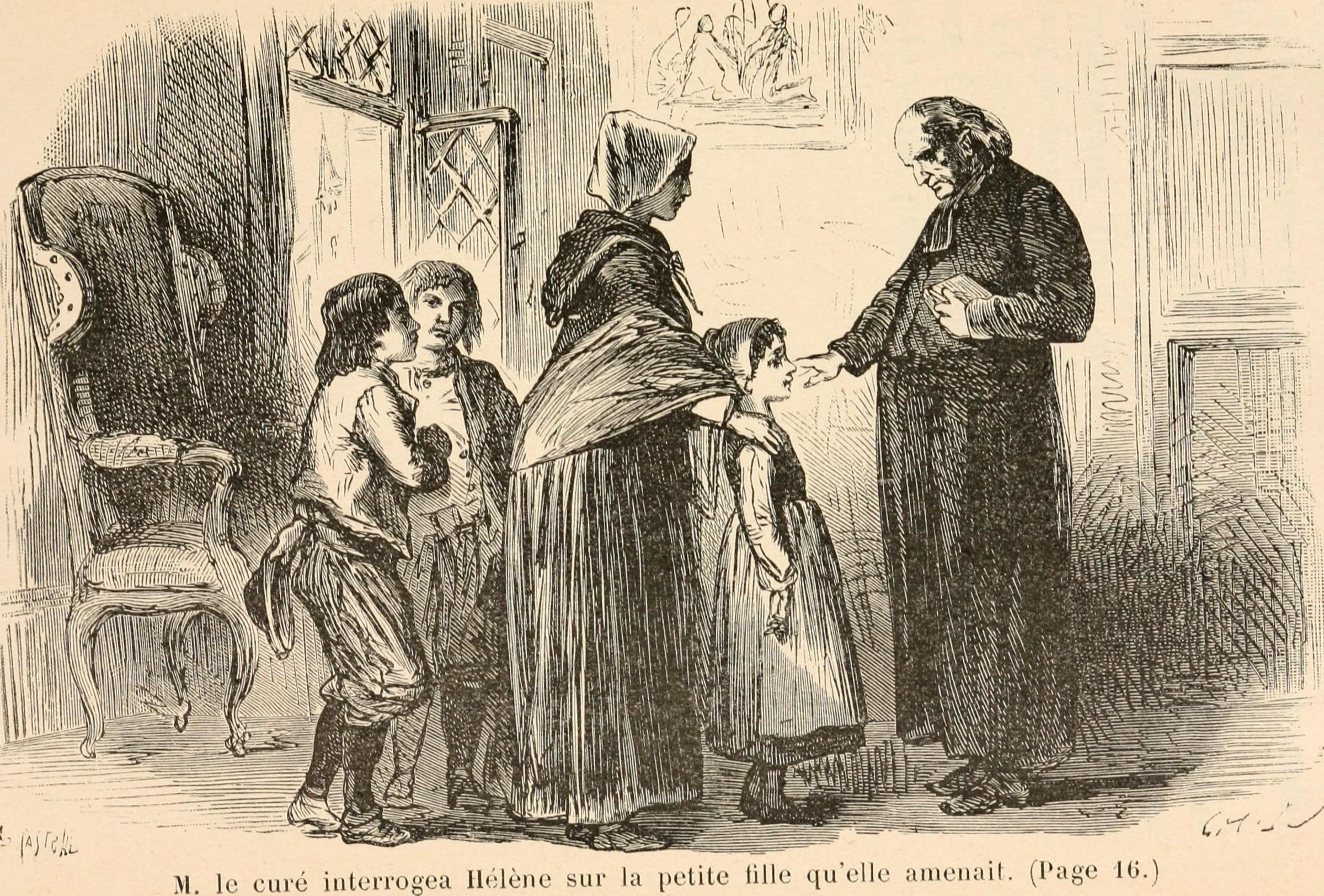
Page 16, M. le curé interrogea Hélène sur la petite fille qu'elle amenait.

L'auteur donne dans ce livre une image positive de la campagne en opposition à la grande ville corruptrice : « Mon dernier mot sur ce magnifique Paris : c’est qu’on doit être bien aise d’en être parti. Il y a du monde partout et on est seul partout. « Chacun pour soi et Dieu pour tous », dit le proverbe ; c’est plus vrai à Paris qu’ailleurs. »
Elle y montre aussi que les choix de vie (vers le Bien ou vers le Mal) ne sont pas uniquement la conséquence de l'éducation : Jeannot, malgré la bienveillance de Jean et de Simon qui lui prêtent des habits, de M. Kersac qui lui confie son cheval, de M. Abel qui lui fournit 20 francs, choisira toujours la voie du Mal (il maltraite le cheval et tente d'escroquer Jean). Kersac dit de lui : « Rien n'y fera ; c'est un être sans cœur, rien ne le touchera. » M. Abel conclut : « Que puis-je y faire ? Comment changer un cœur mauvais et ingrat ? »

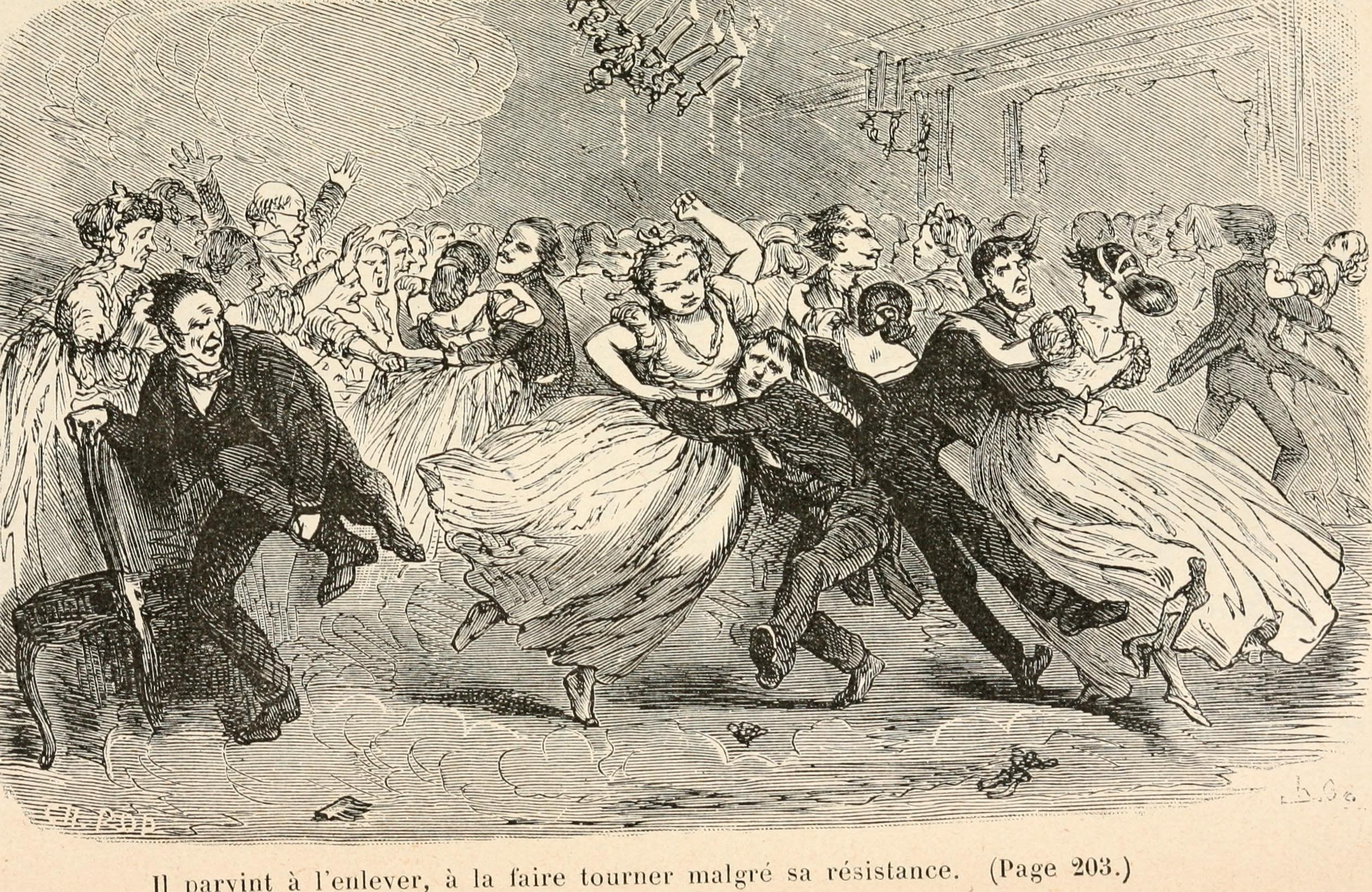
Page 203, Il parvint à l'enlever, à la faire tourner malgré sa résistance.

## Illustrateurs
Ce roman a été d'abord illustré par Horace Castelli, puis notamment par Jobbé-Duval, Félix Lorioux, Marcel Marlier (couverture), Jacqueline Guyot, etc.